# Vuelo 351 de Japan Airlines
El vuelo 351 de Japan Airlines fue un avión Boeing 727 con registro JA8315 "YODOGO" secuestrado por nueve miembros de la facción Liga-Roja comunista japonesa (precursor del Ejército Rojo Japonés) el 31 de marzo de 1970 mientras volaba de Tokio a Fukuoka. Es un incidente designado generalmente en japonés como el secuestro de Yodogo (よど号ハイジャック事件 Yodogō Haijakku Jiken?). 
Los secuestradores tomaron 129 rehenes (122 pasajeros y 7 tripulantes) al grito de «¡Somos Ashita no Joe!» y los llevó al Aeropuerto de Fukuoka aunque entre sus demandas estaba viajar a Cuba. Tras tres días de negociaciones y la liberación de parte de los rehenes, finalmente volaron al Aeropuerto Internacional de Gimpo, de Seúl donde liberaron al resto de los rehenes. Entonces procedieron al Aeropuerto de Mirim, de Pyongyang, donde fueron recibidos como héroes por las autoridades norcoreanas, que los condecoraron y les dio asilo político.
Yoshimi Tanaka fue arrestado en Tailandia y repatriado a Japón en marzo de 2000. Sin embargo, los otros secuestradores permanecen en Corea del Norte, según la policía de Japón.
El líder del grupo, Takamaro Tamiya, murió en 1995 y Yoshida Kintaro, antes de 1985. Takeshi Okamoto y su esposa, Fukudome Kimiko, es probable que fueran asesinados al intentar huir de Corea del Norte. Takahiro Konishi, Shiro Akagi, Kimihuro Uomoto y Moriaki Wakabayashi todavía residen en Corea del Norte. Todos salvo Takeshi Okamoto fueron confirmados vivos en el 2004, cuando fueron entrevistados por Kyodo News. En junio de 2004, los secuestradores restantes hicieron una petición a las autoridades norcoreanas para que les permitieran volver a Japón.
Entre los pasajeros del vuelo se encontraban Moriaki Wakabayashi, miembro (bajista) en la banda de rock vanguardista  Les Rallizes Dénudés y secuestrador; el arzobispo católico y futuro cardenal Stephen Fumio Hamao; el cantante de pop japonés Mita Akira y también el doctor Shigeaki Hinohara, nacido en 1911.